# Calamiana
Calamiana  é um género de peixe da família Gobiidae e da ordem Perciformes.

## Espécies
- Calamiana illota (Larson, 1999)[3]
- Calamiana kabilia (Herre, 1940)
- Calamiana mindora (Herre, 1945)[4]
- Calamiana polylepis (Wu & Ni, 1985)
- Calamiana variegata (Peters, 1868)[5][6][7][8][9][10][11][12]